# Odile Speed
Odile Speed (King's Lynn, 11 agosto 1920 – San Diego, 5 luglio 2007) è stata una pittrice britannica, moglie dello scienziato Francis Crick, uno degli studiosi che giunsero alla scoperta del DNA.

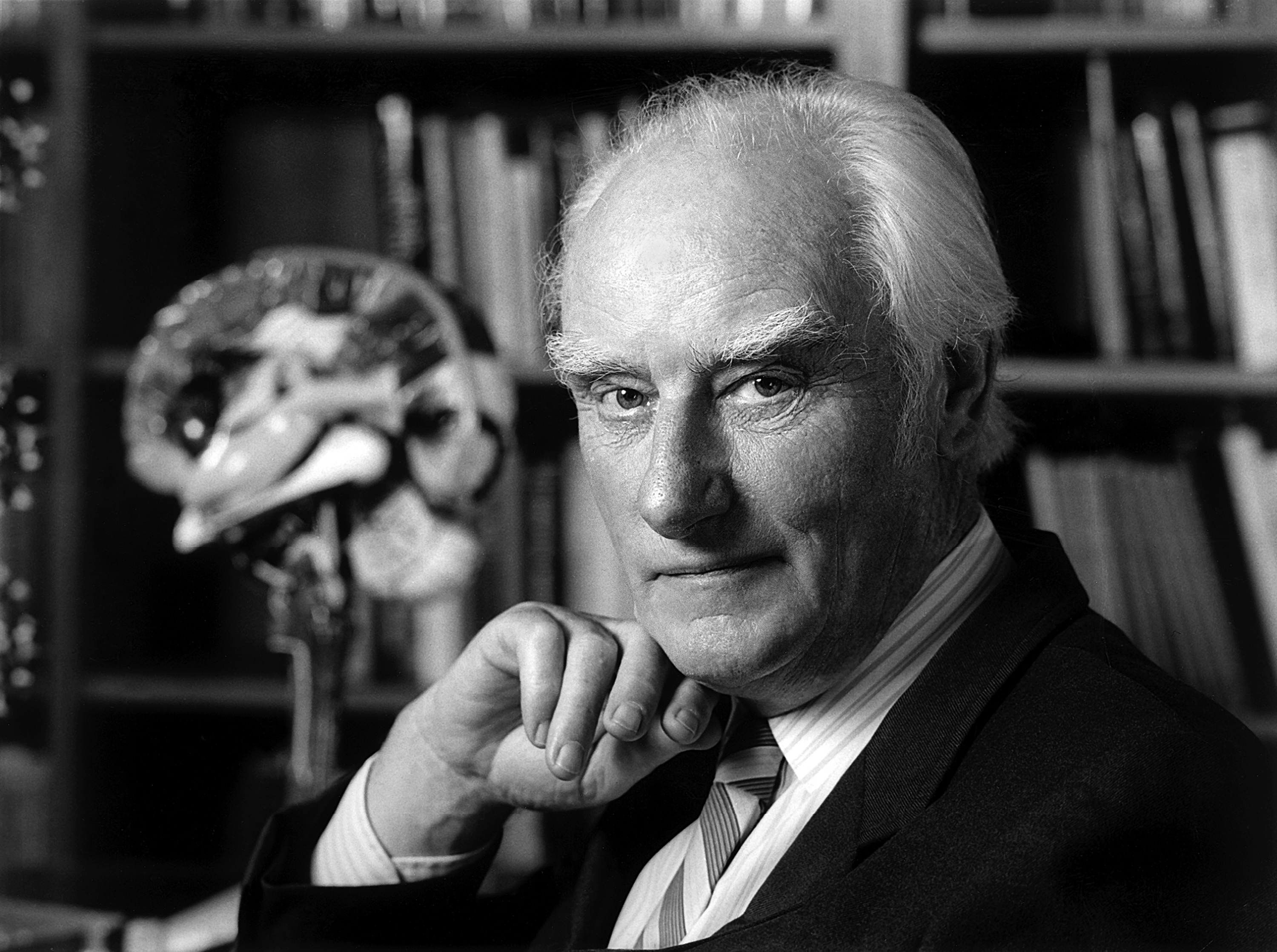

È ricordata per aver disegnato su richiesta del marito, in un bozzetto destinato a corredare un articolo sulla rivista scientifica Nature, lo schema del DNA messo a punto dalle équipe di studiosi di cui Crick e James Dewey Watson facevano parte.

## Biografia
Fu casualmente che Odile Speed si trovò a dover disegnare per una rivista scientifica l'esito delle ricerche del marito e degli altri scienziati che studiavano intorno alla scoperta del DNA. 

Amica della cristallografa Rosalind Franklin, Speed fu chiamata in causa dal coniuge e dai suoi colleghi, tutti poco abili nel disegno e quindi non in grado di delineare graficamente le linee di quella che sarebbe diventata l'iconografia classica della sorgente della vita e della biologia molecolare.

Seguendo le indicazioni del consorte, la mano sicura di Speed tracciò senza esitazione il distanziamento delle eliche e le posizioni degli acidi nucleici (senza però riportare quella di tutti gli atomi). 

L'articolo con il bozzetto in bianco e nero che illustrava la scoperta del DNA apparve sul periodico Nature il 25 aprile 1953.

(Nell'immagine: la struttura della doppia elica del DNA)
L'incontro fra Speed e Crick, secondo i loro biografi, avvenne in circostanze assolutamente casuali: Odile, la cui madre era francese e padre, di professione gioielliere, inglese, aveva studiato in una scuola d'arte a Vienna ma il divampare della seconda guerra mondiale l'aveva costretta a far rientro in Inghilterra.
Grazie alla sua conoscenza della lingua tedesca era stata assunta al British Admiralty, il ministero della Marina di Sua Maestà.
Qui conobbe Crick in una circostanza curiosa, ovvero quando questi l'aiutò a raccogliere dei cavolini di Bruxelles che le erano caduti da una borsa.
Il primo approccio non fu però decisivo, anche per la fama di  Don Giovanni che circondava Crick, appena uscito da un matrimonio fallito con Doreen Dodd, da cui aveva avuto un figlio.
Tuttavia, dopo un lungo corteggiamento, Speed cedette sposando nel 1949 lo scienziato, trasferendosi con lui a Cambridge.
Artista bohemien, disegnatrice di abiti, pittrice di nudi (soggetti dei suoi dipinti furono fra l'altro segretarie del marito e ragazze alla pari ospitate in casa sua), rimase al fianco di Crick per cinquantacinque anni (dal 1949 al 2004, anno della morte dello scienziato). Ebbero due figlie: Gabrielle, nata nel 1951, e Jacqueline detta Nichols, nata nel 1954.
È morta all'età di ottantasette anni nella sua casa di La Jolla, presso San Diego, in California.